# Canna da pesca

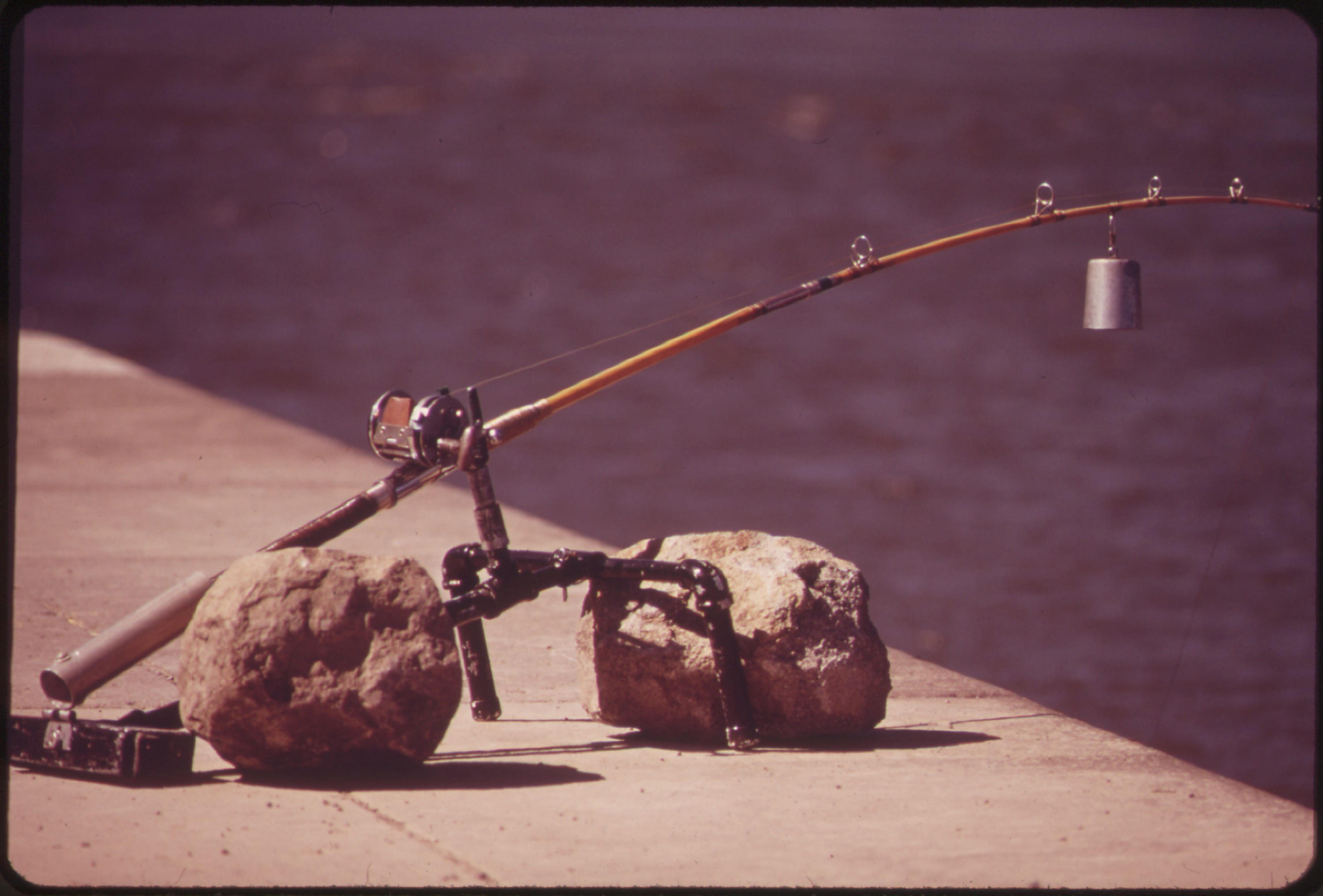
Una canna da pesca

La canna da pesca è un utensile utilizzato per la pesca di pesci di piccola e media pezzatura principalmente per finalità sportive e hobbistiche. Generalmente si tratta di un'asta di lunghezza variabile su cui è fissato un filo trasparente, detto lenza (normalmente di nylon) e quindi un'esca con amo. Può essere costruita con svariati materiali (bambù, fibra di vetro, fibra di carbonio e alluminio) che hanno diversi livelli di flessibilità.

## Descrizione
Esistono diverse famiglie di canne da pesca fra le quali citiamo:
- Fisse: il filo è annodato all'estremità dell'asta ed ha una lunghezza fissa. Sono le canne più semplici e sono utilizzate principalmente per la pesca al lago, ma anche per la pesca a passata nei fiumi, nonché per pescare in mare da moli e scogliere.
- Con mulinello: il mulinello è un meccanismo che consente di riavvolgere il filo con l'esca e offre maggiori possibilità di utilizzo della canna da pesca. Usando particolari esche come i cucchiaini o i rapala con il movimento ottenuto riavvolgendo il filo per mezzo del mulinello, si simula il moto di insetti o piccole prede, ingannando i pesci.
- A mosca: particolare canna che sfrutta il peso della lenza (coda di topo) per il lancio dell'esca. Le imitazioni di insetti vengono così presentate sia sul pelo che sott'acqua, cercando di simulare tutti i loro stadi.

La maggior parte delle canne da pesca sono richiudibili o smontabili, per semplificarne il trasporto.
La scelta della canna da pesca e del relativo equipaggiamento, filo ed esche, va fatta in funzione di ciò e dove si intende pescare.
Le canne da pesca in fibra di carbonio, o in materiale metallico, costituiscono un serio rischio di folgorazione nel caso finiscano a contatto con linee elettriche aeree.

## Canna da pesca teleregolabile

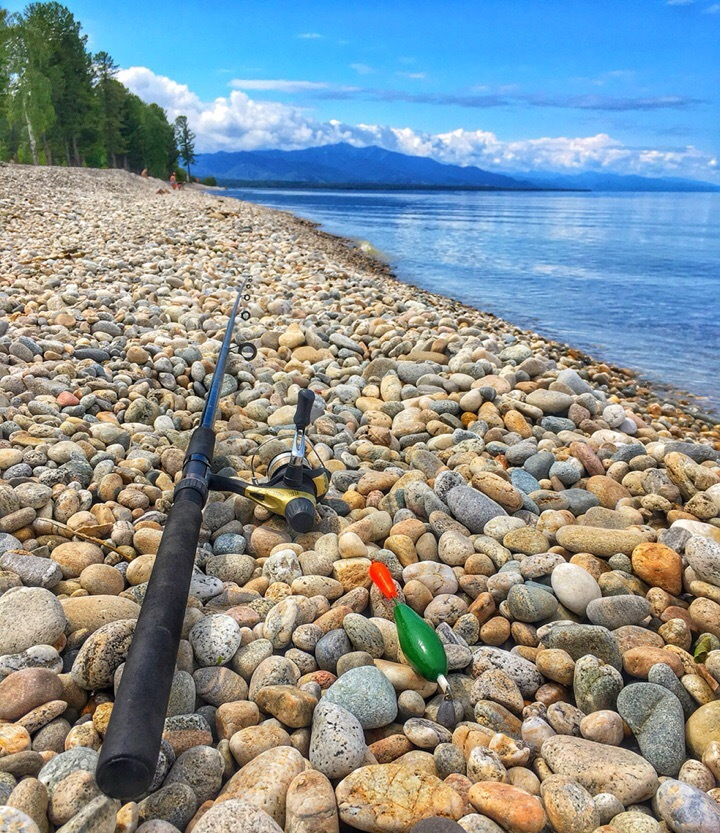
Canna da pesca telescopica. Lago Baikal. Siberia orientale

La canna da pesca teleregolabile un attrezzo specifico per la pesca della trota in torrente.
La sua caratteristica fondamentale è la possibilità di variare rapidamente la sua lunghezza tramite opportuni blocchi, per consentire l'azione di pesca alla distanza voluta.
La canna teleregolabile è dotata di estrema rigidità per garantire, anche in presenza di forte corrente, una sensibilità adeguata a riconoscere ogni impulso trasmesso dalla lenza, tra cui naturalmente l'abboccata del pesce. La lunghezza di tali attrezzi varia molto, arrivando anche a 13 metri in modelli da competizione, e ciò per permettere di raggiungere comodamente punti distanti del torrente, cercando di pescare quanto più possibile vicino al vettino della canna, sondando con la lenza, (che è formata tipicamente dalle cosiddette corone cioè delle serie di piombini, oppure da piombi unici, a cui segue il terminale con l'amo) i posti dove si reputa possibile trovare la trota (pesca al tocco).

## Tipologie
Le tipologie di canne da pesca sono:

### Canna telescopica
Dotata di anelli e porta-mulinello, è richiudibile.

#### Canna bolognese
Una canna telescopica molto fine e leggera, utilizzata soprattutto per la pesca con il galleggiante.

#### Canna da fondo
Canna telescopica molto robusta che viene utilizzata per la pesca a fondo.

### Canna da spinning
Molto leggera, usata soprattutto per la pesca a spinning.

### Canna da bolentino
Usata per la pesca da barca, è leggera e corta ma resistente.

### Canna da Traina
Utilizzata per la pesca da barca a recupero.

### Canna da surfcasting
Permette di effettuare dei lanci dalla riva di una spiaggia di oltre 60 metri, è usata per la tecnica di pesca chiamata surfcasting.

### Canna da carpfishing
Viene venduta in varie potenze, la più utilizzata è la 3 lb adatta per la pesca in cava, in lago e in fiume.

### Canna da pesca a mosca
Fine e leggera, con portamulinello, viene utilizzata per la pesca a mosca.

### Canne da trota
Simile ad una canna bolognese, si usa per la pesca alla trota chiamata tremarella.

### Canna per il vertical jigging
Si usa per il vertical jigging, un'azione di pesca derivata dalla spinning che si effettua però in verticale anziché in orizzontale. Si fa solitamente da una barca.

### Canna da pesca all'inglese
Formata da 3 sezioni, è specifica per la pesca all’inglese.

### Roubasienne
Ha una lunghezza dagli 8 ai 15 metri.